# Dusona carpathica
Dusona carpathica är en stekelart som först beskrevs av Szepligeti 1916.  Dusona carpathica ingår i släktet Dusona och familjen brokparasitsteklar. Inga underarter finns listade i Catalogue of Life.